# Fiona Tan
Fiona Tan (* 1966 in Pekanbaru) ist eine indonesische Fotografin, Filmemacherin und Videokünstlerin chinesisch-australischer Herkunft. Sie lebt und arbeitet in Amsterdam.

## Leben und Werk
Fiona Tan wurde 1966, als Tochter eines indonesisch-chinesischen Vaters und einer australischen Mutter schottischer Herkunft, in Indonesien geboren.
Ihre frühe Kindheit verbrachte Fiona Tan in Melbourne, Australien. Tan studierte von 1988 bis 1992 an der Gerrit Rietveld Academie und von 1996 bis 1997 an der Rijksakademie van beeldende kunsten in Amsterdam. Fiona Tan arbeitet bevorzugt mit den Medien Foto, Film und Video.
Fiona Tans Werke sind oft Selbstporträts und Porträts von Individuen und Gruppen mit unterschiedlichen kulturellen Hintergründen aus verschiedenen sozialen Schichten. Ihr Werk changiert zwischen Dokumentation und Fiktion, Biografie und Imagination. Moge u in interessante tijden leven / May You Live in Interesting Times von 1997 ist eine Dokumentation mit autobiografischem Charakter. Das Werk Vox Populi ist eine Reihe von gesammelten Fotos aus privaten Fotoarchiven und Familienalben, die zu einem großen Ganzen aus kleinen Teilen arrangiert wird.
Ihr Film Dearest Fiona erhielt eine Einladung für die Sektion Forum der Berlinale 2023. Darin werden Archivbilder aus den Niederlanden vom Beginn des 20. Jahrhunderts mit einer Stimme aus dem Off kombiniert, die Tans Vater vor 30 Jahren an die Künstlerin schrieb. Sie war damals zum Kunststudium nach Amsterdam gezogen. Bild und Ton bringen die beiden Kontinente in Verbindung.

## Ausstellungen (Auswahl)

### Einzelausstellungen
- 2020: Fiona Tan. Mit der anderen Hand, Museum der Moderne Salzburg
- 2019: Fiona Tan: Goraiko, Sprengel Museum, Hannover
- 2019: Fiona Tan GAAF, Museum Ludwig, Köln
- 2016 Geografie der Zeit, Museum für Moderne Kunst (MMK), Frankfurt am Main.
- 2013 Point of Departure Museum für Gegenwartskunst, Siegen / Koldo Mitxelena, San Sebastian / Museum der Moderne Salzburg
- 2009 53. Biennale di Venezia, Fiona Tan Disorient, Niederländischer Pavillon
- 2007 80 Tage Pinakothek der Moderne, München[5]
- 2003 Fiona Tan–akte 1 De Pont Museum, Tilburg
- 2002 Fiona Tan–akte 1 Villa Arson, Nizza
- 2000 Scenario Kunstverein in Hamburg, Hamburg

### Gruppenausstellungen
- 2013 Suspended Histories Museum Van Loon, Amsterdam
- 2012 Unfinished Journeys *Nationalmuseum Oslo, Oslo
- 2011 Temprary Stedelijk 2 Stedelijk Museum, Amsterdam
- 2010 Fast Forward 2, The Power of MoRon ZKM, Karlsruhe
- 2009 Ich Zweifellos Kunstmuseum Wolfsburg, Wolfsburg
- 2008 Be(com)ing Dutch Van Abbemuseum, Eindhoven
- 2007 Cine y Casi Cine 2007, Museo Reina Sofía, Madrid
- 2006 Work Groups and Installations Museum für Gegenwartskunst, Basel
- 2005 Shadow Play Kunsthallen Brandts Klædefabrik, Odense / Kunsthalle zu Kiel / Landesgalerie am Oberösterreichischen Landesmuseum, Linz
- 2004 Time Zones, Recent film and video Tate Modern, London
- 2003 Warum! Martin-Gropius-Bau, Berlin
- 2002 documenta 11, Kassel
- 2000 Cinema Without Walls Museum Boijmans Van Beuningen, Rotterdam
- 1999 Zug (Luft) Museum Kurhaus Kleve, Kleve
- 1999 Life Cycles Galerie für Zeitgenössische Kunst, Leipzig

## Auszeichnungen
- 2019 Spectrum – Internationaler Preis für Fotografie[6]
- 2017 Amsterdam-Preis für Kunst – Kategorie „Bewiesene Qualität“
- 2007 Deutsche Börse, Photography Prize 07, London/Frankfurt (nominee)
- 2004 Infinity Award for Art, New York
- 2004 Artes Mundi Prize, Cardiff (nominee)
- 2003 IASPIS grant and residency, Stockholm
- 2001–2002 Stipendium Berliner Künstlerprogramm des DAAD
- 1998 J.C. van Lanschot Prize for Visual Arts Belgien, Niederlande
- 1997 Prize for the best national debut film Niederländisches Filmfestival
- 1996 Prix de Rome für Film/Video[7]